# Anglo-normand (langue)
Pour les articles homonymes, voir Anglo-normand.
L'anglo-normand est l'une des variantes dialectales de l'ancien français (langue d'oïl) parlée au Moyen Âge en Angleterre au sein de la cour des rois, de l'aristocratie anglo-normande et d'une partie de la classe moyenne.

## Histoire
La conquête du royaume d'Angleterre en 1066 par Guillaume le Conquérant (ou Guillaume Ier d'Angleterre) a eu pour conséquence l'utilisation de la langue normande dans une contrée où dominaient le vieil anglais (northumbrien, mercien, saxon occidental, kentien) et les langues celtiques (gallois, cornique, écossais, cambrien). 
Les membres de la Cour et les barons venus de France parlaient une langue d'oïl, appartenant globalement aux dialectes du grand ouest, fortement teintée de normand septentrional parlé au nord de la ligne Joret (même si quelques compagnons d'armes de Guillaume le Conquérant venaient d'autres régions que de Normandie). C'est ce « normand insulaire » (André Crépin parle de « français insulaire », estimant que la langue n'est « ni anglaise ni normande ») qu'on appelle anglo-normand par commodité.
Guillaume et ses successeurs immédiats sur le trône anglais ne tentèrent pas d'imposer l'anglo-normand comme langue officielle, préférant attribuer cette fonction au latin, comme sur le continent, ce qui d'ailleurs ne contrariait pas les habitudes du clergé local. Les populations d'origine anglo-saxonne continuèrent d'utiliser le vieil anglais qui a peu à peu évolué vers le moyen anglais au contact de l'anglo-normand. Cette influence est explicable par la coexistence des deux langues parlées sur le sol anglais et le bilinguisme d'une partie de la société : la langue vernaculaire, le vieil anglais, et la langue véhiculaire, la langue d'oïl, langue des échanges aussi bien avec le continent qu'en Grande-Bretagne, voire en Irlande, même. Une partie non négligeable de la classe que l'on qualifierait de « moyenne », c'est-à-dire des commerçants et artisans, parfois immigrés du continent (cf. la famille de Thomas Becket, les maîtres d'œuvre de l'architecture romane, puis gothique) utilisait cette langue d'oïl, soit comme langue maternelle, soit comme seconde langue. De même, tout en connaissant le moyen anglais et en écrivant en latin, les clercs employaient également l'anglo-normand. L'anglo-normand, en tant que langue de cour, est aussi la langue de la culture, ainsi la littérature anglo-normande comprend des chroniques, gestes, hagiographies, chansons, littérature didactique et religieuse. Quelques-uns des premiers et plus beaux textes d'une littérature que l'on peut qualifier de « française » ont été écrits non pas sur les rives de la Seine, mais sur celles de la Tamise. Un normand insulaire présentant des caractéristiques phonétiques, morphologiques et syntaxiques plus proche du français central va se développer à la cour anglaise des Plantagenêt et les textes officiels sont promulgués dans cette langue, comme la Magna Carta. Dans le même temps, le baronnage anglo-normand utilise de moins en moins cet idiome au quotidien, car il a perdu ses contacts avec le continent après 1204 et s'intègre de plus en plus au monde anglophone environnant.
Cependant, son usage se perpétue jusqu'à la fin du XIVe siècle dans la littérature, dans l'éducation, le droit et les textes officiels de la cour d'Angleterre, notamment les ordonnances royales (acts ou declarations) qui continuent d'être promulguées tardivement en un anglo-normand plus francisé, comme le Treason Act de 1351 (en).
En revanche, les îles anglo-normandes ne parlaient pas anglo-normand, mais une variété, voire plusieurs variétés de normand. Certaines sont conservées et ont même un statut officiel comme le jerriais.

## Description

### Phonétique

#### Consonnantisme
- non palatalisation du groupe k + a (ca-) cf. Ligne Joret ; exemples : MERCĀTU- > markié, markiet ( > anglais market), français marché ; ACCAPTĀRE > acater, normand acater / français acheter ; CAPTIĀRE > cachier (> anglais to catch, doublet de to chase, emprunté au français), normand cachi, cacher / français chasser, etc.
- produit chuintant de Cy, Cei, Ty cf. ligne Joret ; exemples : CĒPA > chive (> anglais chive), *CERESEA > cherise ( > anglais cherry, la finale -ise [iz] ayant été prise pour un pluriel), cauchois chise / français cerise ; FACTIŌNE > fa(i)chon (> anglais fashion)[4], normand fachon / français façon, etc. En revanche, l'anglais place « endroit, lieu » révèle une influence « française » cf. normand septentrional plache.
- conservation de w[4], exemples : WARD- > warder, français garder ; WAST- > waster (> anglais to waste), français gâter, etc. cf. dialectes d'oïl septentrionaux et orientaux, où w- est conservé[4].
- apparition de semi-consonnes de transition (glides) entre voyelles[4], exemples : kouwe « queue » (sur coe, coue variante du français de l'ouest) et cowardie « couardise » ; JUDĪCIU > juwise, ancien français juise ; bowels « boyaux », ancien français boele ; flower « fleur » (sur flour, forme de l'ouest) ; power de l'ancien français poueir, etc.
- effacement des consonnes dû au relâchement de l'articulation consonantique : -n (be « bien », e « en », su « son »[5] cf. normand ; -r (alte « autre », pa « par », su « sur »)[5] cf. normand, etc.
- s se dentalise devant consonne -l : idle « île » (ancien français isle) ; medler « mêler » (ancien français mesler)[5] cf. anglais medley (ancien français meslee), medlar « néflier » (ancien français dialectal meslier) ; vadlet « valet » (ancien français vaslet)[5].

#### vocalisme
- o fermé passe à u dès le XIe siècle (pas avant fin XIIe siècle au centre). Les textes anglo-normands de l'époque notent mult « moult », tut « tout », alors que les textes continentaux notent encore molt, tot[5]. o + consonne nasale donne par exemple : boune « bonne », hounte « honte », etc. cf. anglais council, country, mountain, etc.[5]
- 'a] + nasale se vélarise, noté par le digramme au[4],[5] cf. dialectes du grand ouest (dont normand), ex : graunt « grand », chaunt « chant », haunter « hanter », aunte « tante », launcher « lancer » (> anglais to haunt, aunt, to launch)[4],[5], etc.
- ei maintenu sans différenciation en oi ou réduit à e[4] cf. dialectes du grand ouest (dont normand) ; exemples : heir « hoir » (> anglais heir), esteile « étoile », treis « trois », saver « savoir », etc.[4],[5].
- les diphtongues se réduisent : ie > e : ben « bien », chevaler « chevalier », melz « mieux », etc. uo / ue > u,o,e : bof « bœuf », ef « œuf », etc. ui > u, i : lu, li « lui »[5] (ancien français ruile > rule « règle » > anglais rule)  cf. normand
- apparition de voyelles svarabhaktiques[4], exemples : o[e]vere « œuvre », overi « ouvrit », livere « livre », etc.
- tendance de e- à s'ouvrir en a- devant -r, exemples : marvel « merveille », mais aussi tendance inverse[4] : markandise, markiet, mais merchant « marchand » cf. normand ergent « argent », etc.

## Survivances
| Latin                                                    | ≈29% |
| Français (d'abord français anglo-normand, puis français) | ≈29% |
| Germanique                                               | ≈26% |
| Grec                                                     | ≈6%  |
| Autres                                                   | ≈10% |

Selon des sources,, l'origine des mots anglais se décompose comme suit :

Si l'anglo-normand a disparu, il a cependant fourni à l'anglais moderne un lexique important en se fondant dans le moyen anglais. Un recensement de ces termes en a donné plus de 5 000[réf. souhaitée].  Par exemple, to catch, un verbe qui semble autochtone, car doté d'un prétérit et d'un participe passé irrégulier (caught / caught), remonte en fait au normand septentrional cachier (aujourd'hui cachî en normand du Cotentin et cacher en normand du Pays de Caux ; de même étymologie que le français chasser).
Même des termes germaniques occidentaux et d'ancien scandinave sont passés d'abord par l'anglo-normand avant de se fondre dans l'anglais : liste de mots romans en anglais d'origine germanique (en).
L'anglais garden est issu du normand septentrional gardin (correspondant à jardin en français), issu de (hortus) gardinus en bas latin, mot emprunté au vieux bas francique *gart ou *gardo « clôture » cf. pour le sens, le gotique garda « clôture », ainsi que, pour la forme, le moyen néerlandais gaert, le néerlandais gaard, le vieux haut allemand gart, garto « jardin », l'allemand Garten « jardin » et l'anglais yard « cour, enclos ». 
De même war « guerre », qui sans analyse préalable semble à première vue d'origine anglo-saxonne, constitue en fait un emprunt au normand werre (correspondant à guerre en français), tout comme son pendant peace « paix » (ancien français pais et pes).
Ainsi, ces trois marqueurs consonantiques sont les indices les plus sûrs d'un emprunt par l'anglais au normand septentrional, via l'anglo-normand :
- conservation de [k] dans le groupe latin /ca/ alors qu'il a muté en [ʃ] (noté ch) en français central,
- même chose pour le [g] dans le groupe /ga/ alors qu'il a muté en [ʒ] (noté j) en français central cf. ligne Joret,
- maintien du [w] d'origine germanique, alors qu'il a muté en [gʷ], puis [g] en français central cf. les doublets de l'anglais gallop / wallop ; guaranty / warrant, etc.

| normand                                   | anglais  | français       |
| ----------------------------------------- | -------- | -------------- |
| caboche                                   | cabbage  | chou           |
| câtel (anc. castel)                       | castle   | château        |
| cachier                                   | catch    | chasser        |
| cat                                       | cat      | chat           |
| acater                                    | cater    | acheter        |
| cauchie                                   | causeway | chaussée       |
| caire (mais chaire dans certains parlers) | chair    | chaise         |
| féchoun                                   | fashion  | façon          |
| fourque                                   | fork     | fourche        |
| gardin                                    | garden   | jardin         |
| mogue, moque                              | mug      | (grande) tasse |
| pouquette                                 | pocket   | poche          |
| poure / paure                             | poor     | pauvre         |
| tâque (anc. taske)                        | task     | tâche          |
| vage                                      | wage     | gage           |
| waitier (anc.)                            | wait     | guetter        |
| werre (anc.)                              | war      | guerre         |
| warde (anc.)                              | ward     | garde          |
| varantie                                  | warranty | garantie       |
| viquet                                    | wicket   | guichet        |

Aujourd'hui encore, le Parlement britannique a recours à des expressions d'anglo-normand pour la promulgation de certaines lois :
- « Soit baillé aux communes »
- « A ceste Bille les Seigneurs sont assentus »
- « A ceste Bille avecque des amendements les Seigneurs sont assentus »
- « Ceste Bille est remise aux Seigneurs avecque des raisons »
- « La Reyne le veult / Le Roy le veult[11],[12] »
- « La Reyne remercie ses bons sujets, accepte leur bénévolence, et ainsi le veult »
- « Soit fait comme il est desiré »